# چندلر (مینه‌سوتا)
چندلر، مینه‌سوتا (به انگلیسی: Chandler, Minnesota) یک شهر در ایالات متحده آمریکا است که در مینه‌سوتا واقع شده‌است.

## خصوصیات
چندلر ۲٫۰۲ کیلومترمربع مساحت و ۲۷۰ نفر جمعیت دارد و ۵۰۶ متر بالاتر از سطح دریا واقع شده‌است.